# Rotterdamsche Droogdok Maatschappij
La Rotterdamsche Droogdok Maatschappij (ou plus couramment RDM), qui a existé de 1902 à 1996, était la plus grande entreprise de construction et de réparation navale d'avant la Seconde Guerre mondiale à Rotterdam aux Pays-Bas.
Elle a construit 355 navires de mer, pour la plupart importants, dont 18 sous-marins.
Au cours de son existence, le quai a exploité 12 quais flottants et, à son apogée, il a employé 7 000 personnes à la fois.

## Création de la société
La Rotterdamsche Droogdok Maatschappij a succédé à la société De Maas, fondée à Delfshaven en 1856 par Duncan Christie. Le constructeur naval De Maas était situé dans une zone qui est aujourd'hui le port de Saint Job (Sint Jobshaven) de Rotterdam. Cette société devait déménager en 1905 car le bail du terrain prenait fin cette année-là. Le 14 février 1899, elle achète donc 4,5 hectares de terrain à Heijplaat, au sud de la Meuse, pour 44 000 florins.

### Un consortium pour une société de cale sèche
Le 14 avril 1899, un consortium a été fondé par des personnes liées au port de Rotterdam et à la société De Maas. Il avait deux objectifs: d'une part, essayer de poursuivre la société De Maas, d'autre part, gérer une ou plusieurs cales sèches. Dirigé par son président A.G. Kröller de la compagnie maritime Wm.H. Müller & Co., le consortium a poursuivi ses objectifs. Il a obtenu plus de 200 actions de De Maas à 25%, et le terrain sur le Heijplaat est devenu une possession commune. De cette façon, le consortium devint la force dominante de l'assemblée des actionnaires de De Maas. Le plan du consortium était de mettre fin à De Maas, puis de transférer les actifs à la nouvelle société. Le 10 juin 1899, le consortium a décidé de construire une cale sèche flottante pour les navires d'un déplacement allant jusqu'à 12 000 tonnes.
Le consortium a ensuite dû obtenir un engagement pour toutes ses actions, ce qui a constitué un véritable défi. Finalement, le 23 janvier 1902, un contrat établissant la Rotterdamsche Droogdok Maatschappij a été signé. La société devait avoir un capital de 1 000 000 de florins en 1 000 actions, et le conseil de surveillance du ""RDM"" était composé de H. de Jong de Phs. van Ommeren NV; J.P.J. Lucardie directeur de De Maas; Ir. J.F. Rebel Ingénieur; Ph. W. van der Sleyden ancien ministre du Rijkswaterstaat et L.W. Veder de Hudig & Blokhuyze. Le conseil de surveillance a accepté l'offre du consortium de 207 actions dans De Maas et le terrain sur la Heijplaat pour 101 400 florins. Le 1er mars 1902, il a ensuite décidé de liquider De Maas.

### Chantier naval sur la Heijplaat

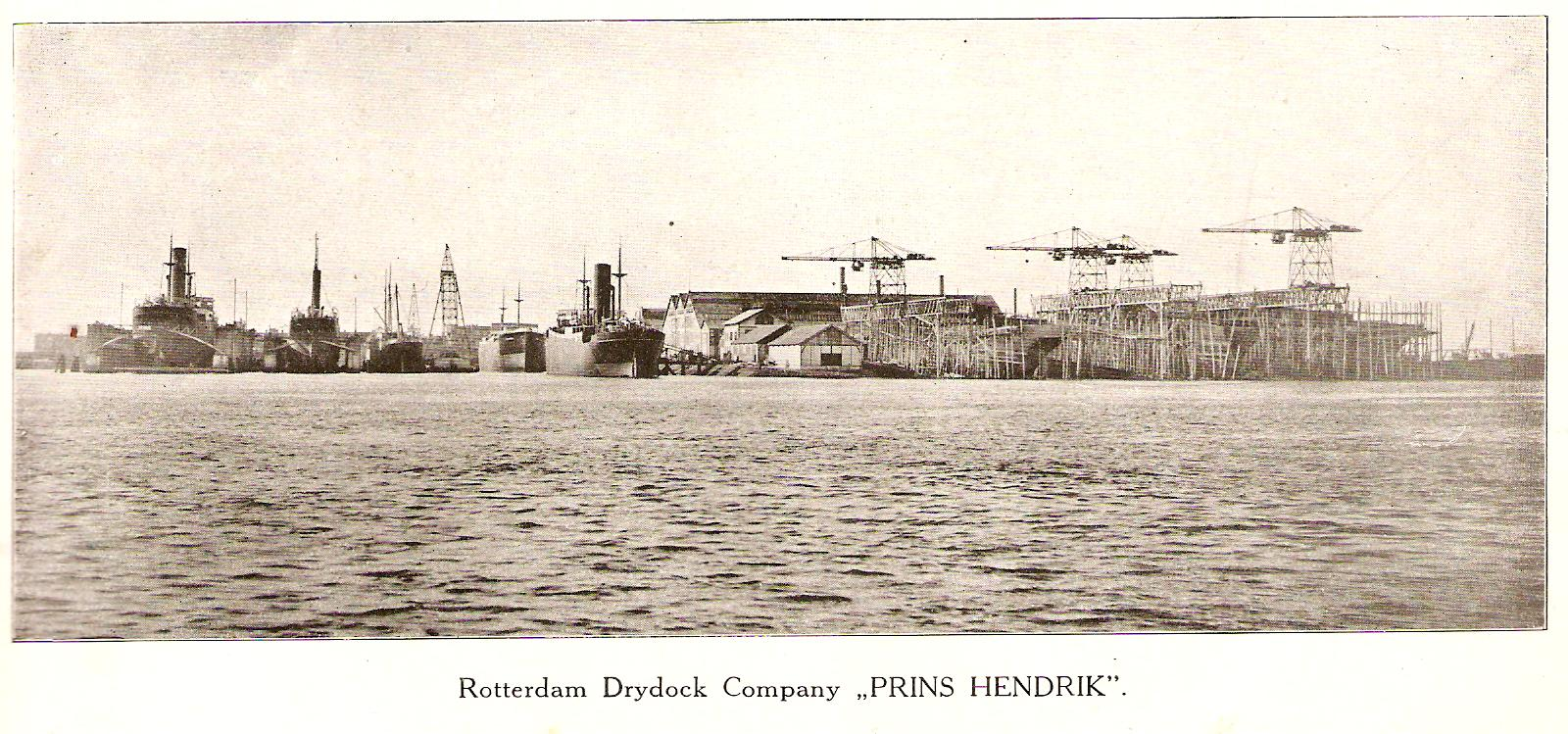
Compagnie de la cale sèche de Rotterdam, 1918

Pour le poste de PDG, le conseil de surveillance souhaitait que W. de Gelder travaille comme ingénieur à Kinderdijk. Il avait rédigé une brochure qui préconisait la nécessité d'une société moderne de cale sèche à l'ouest des ponts ferroviaires sur la Meuse. Il ne voulait pas devenir le nouveau PDG, mais son frère Ir. M.G. de Gelder, chef du service technique du Bureau Veritas, a accepté. Il a fait appel à son père A.J. de Gelder, ancien chef du Waterstaat des Indes orientales néerlandaises. À l'automne 1901, le père et le fils De Gelder avaient commencé la conception du chantier naval sur la Heijplaat. Le plan comprenait un croquis pour l'emplacement des bâtiments et des machines, et plus en détail l'emplacement du bassin de cale sèche. La plupart des bâtiments ont été projetés sur le côté ouest du terrain. En 1902, le RDM a également réussi à obtenir un bail pour 9 hectares de terrain supplémentaires sur la Heijplaat. Le terrain qui a été creusé pour la réalisation du bassin de cale sèche (port pour les docks flottants) a été utilisé pour rehausser le terrain, qui était régulièrement inondé jusqu'alors.
La plupart des activités ont eu lieu dans le bâtiment principal. Il mesurait 75 m sur 48 m et avait des fondations en fer et une structure supérieure en fer. L'usine de machines, la salle des maquettes et l'atelier de menuiserie étaient situés dans un autre bâtiment au sud du terrain. Il y avait également des bureaux, une maison pour l'ingénieur en chef et une maison pour les chefs. Une centrale électrique avait deux machines à vapeur de 450 ch chacune, avec des chaudières et des dynamos. Elle fournissait l'électricité pour les pompes des cales sèches ainsi que pour les machines et l'éclairage du reste du chantier naval. Les machines à vapeur et les chaudières étaient construites par RDM, mais la centrale électrique dans son ensemble était fabriquée par l'usine de machines "Voorheen Gebr". Figee" de Haarlem. Une nouvelle usine de chaudières a été équipée d'une riveteuse hydraulique.
Les actifs qui sont arrivés de De Maas consistaient en un grand inventaire et de nombreux outils, et surtout 300 employés expérimentés. La machinerie de De Maas était généralement trop obsolète pour être utile. En 1904, les dernières parties de De Maas furent apportées au nouveau chantier naval. Les bâtiments de De Maas furent ensuite vendus. RDM n'a conservé l'ancienne chaufferie que pendant cinq mois.

### Les premières cales sèches flottantes

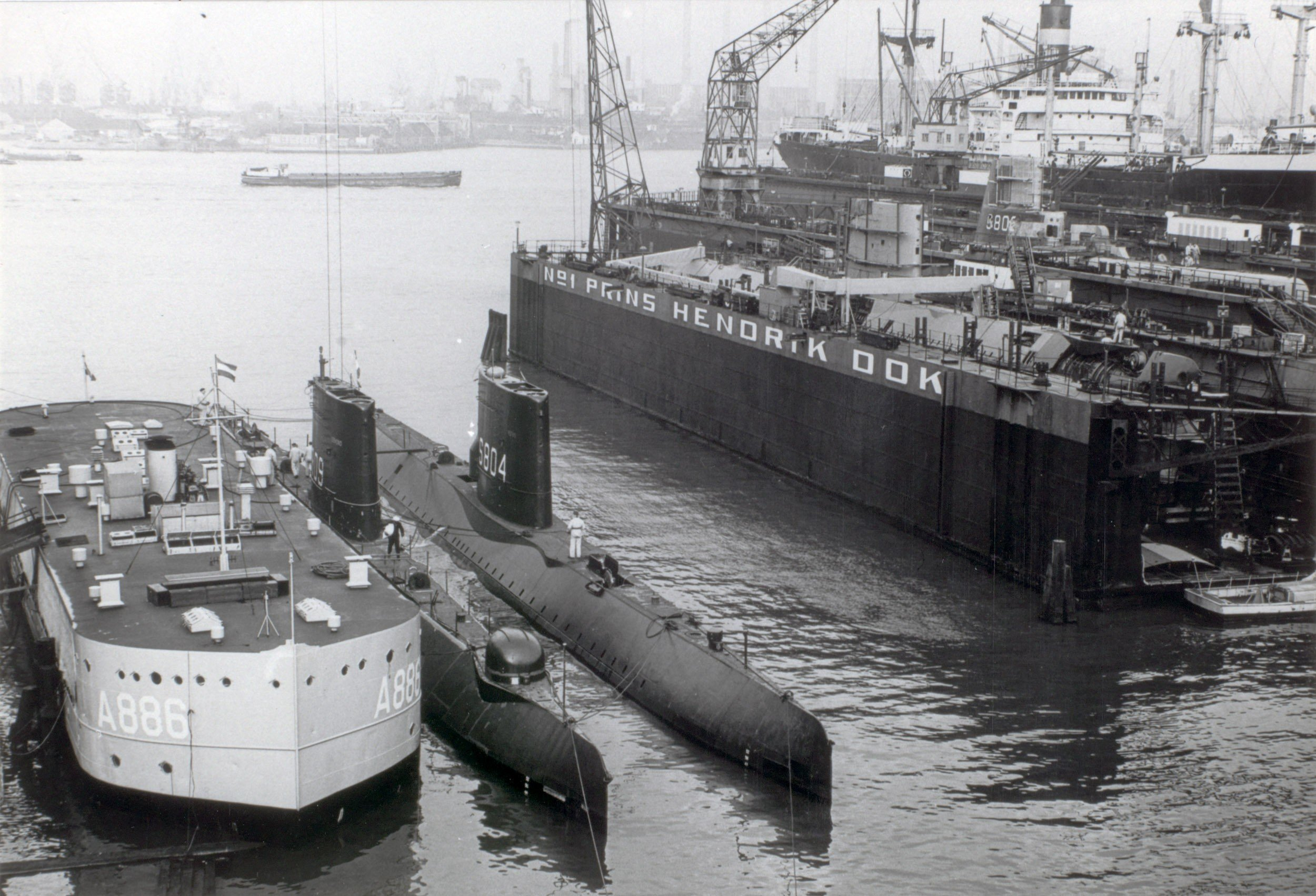
Prins Hendrik Dok I en 1971 avec le Tijgerhaai en construction

Le 18 juillet 1902, la commande de deux cales sèches flottantes est donnée à la William Hamilton and Company à Port Glasgow. Le coût total des deux cales sèches s'élevait à 950 000 florins. La livraison et l'ouverture du plus grand dock devaient coïncider avec l'ouverture du chantier naval de Heijplaat le 3 octobre 1903. Même si la grande cale sèche n'était pas complètement prête, l'ouverture du chantier naval a eu lieu à la date prévue. À cette occasion, la petite cale sèche a reçu le nom de Prins Hendrik-dok I et la grande cale sèche le nom de Prins Hendrik-dok II.
La petite cale sèche Prins Hendrik-dok I serait adaptée à des navires allant jusqu'à 350 pieds et 3 000 tonnes Elle serait actionnée par des moteurs électriques entraînant quatre pompes. Le 13 juillet 1903, la petite cale sèche fut remorquée dans le port d'amarrage. Elle avait été remorquée depuis l'Écosse par les remorqueurs Zwarte Zee et Lauwerszee du service de remorquage de Smit. Le 13 août, la petite cale sèche fut mise en service lorsque le Batavier I de la ligne Batavier fut le premier navire à l'utiliser.
La grande cale sèche, également connue sous le nom de Prins Hendrik-dok II, aurait une capacité de levage de 8 000 tonnes et pourrait accueillir des navires d'une longueur maximale de 500 pieds. Les grandes cales sèches mesuraient 438 pieds de long, 96 pieds 6 pouces de large et pouvaient soulever 7 500 tonnes. Elle était du type auto-amarrant, composée de 6 pontons reliés, mais différents. Chacun d'entre eux pouvait être découplé afin de pouvoir être réparé et peint. Il fonctionnait à l'électricité et disposait de six pompes centrifuges de 16 pouces. Chacune d'entre elles pouvait pomper 1200 tonnes d'eau en une heure. Chaque pompe avait son propre moteur alimenté par une centrale électrique à terre. Le 31 juillet 1903, la première partie de la cale sèche fut mise à l'eau, et le soir, la deuxième partie. La grande cale sèche eut un voyage mouvementé en mer d'Irlande. Le temps est si mauvais que les remorqueurs naviguent pendant des jours sans avancer. Le temps endommage aussi considérablement la cale sèche. Le 3 septembre 1903, la grande cale sèche arriva à Rotterdam. Le vapeur espagnol Noviembre fut le premier navire à tenter de l'utiliser. La cale ne pouvant être mise à sec, le Noviembre la quitta à nouveau le 25 septembre et se rendit dans une cale sèche communautaire. Les problèmes furent résolus le 25 novembre 1903. Le 30 décembre 1903, les derniers essais ont eu lieu lorsque le grand paquebot Lübeck de Lübeck a utilisé le bassin.

## Premières années

### Les premiers navires
La nécessité de construire des navires était due à la nature du commerce de cale sèche. Les cales sèches généraient une bonne marge, mais pendant les moments où elles n'étaient pas occupées, elles faisaient une grosse perte. C'est pourquoi les compagnies de cale sèche construisaient souvent des navires, afin que les employés puissent travailler sur ceux-ci pendant que les cales sèches étaient moins occupées. C'est également de cette manière qu'un concurrent Wilton's Dok- en Werf Maatschappij fonctionnait. En 1904, RDM a mis à quai 145 navires d'une jauge totale de 305 020 tonnes en 518 jours.
Les premiers navires construits par RDM l'étaient encore sur le terrain de De Maas, ou étaient même des navires mis en chantier par De Maas. C'est sans doute le cas du grand bateau de dragage lancé le 13 août 1903 que RDM a construit les moteurs d'un navire spécial construit pour P. van Ommeren, le SS Sliedrecht, qui a été lancé le 22 avril 1905 par Crags & Sons à Middlesbrough. Le 22 juillet 1905, le Sliedrecht fit ses essais, et environ deux mois plus tard, la Holland-Gulf Maatschappij passa un contrat pour le Alwina. Le Alwina est le premier navire de mer que le RDM construira. La Hollandsche Maatschappij tot het maken van Werken in Gewapend Beton de La Haye a commandé à la Hollandsche Maatschappij tot het maken van Werken in Gewapend Beton une cale de halage en béton armé, et ce, à toute vitesse. La banque Disconto a contribué au financement d'un rouleau de pliage et d'une raboteuse. La deuxième commande est venue de la Noord-Nederlandsche Scheepvaart Maatschappij de Harlingen, qui a commandé la Constance Catharina. D'autres commandes ont rapidement suivi.

### Développement de la branche de construction navale
Jusqu'en 1908, la construction navale se porte très bien. En 1909, le chantier naval disposait de trois cales de halage pour les navires jusqu'à 110 m de long. Il disposait d'un port de cale sèche d'environ trois hectares qui abritait les cales sèches de 3 000 et 7 500 tonnes de capacité. En ce qui concerne les bâtiments, il disposait d'un bâtiment de ferronnerie d'environ 2 000 m², d'un bâtiment de menuiserie avec salle des maquettes d'environ 1 350 m² et de l'usine de machines d'environ 3 600 m² qui abritait la forge, la chaudronnerie, les ateliers de métallurgie, les bureaux et les salles administratives.
En 1910, le marché s'est redressé. Le 27 septembre 1910, RDM a essayé la nouvelle grue flottante Bison d'une capacité de levage de 66 tonnes. Elle a été construite par RDM, et avait une portée relativement grande, de sorte qu'elle pouvait charger à partir de navires qui étaient en cale sèche, ou positionnés derrière un autre navire. La Bison pouvait également être loué. Toujours en 1910, la Stoomvaart Maatschappij Nederland a commandé le cargo Kambangan. Il fit ses essais en décembre 1911. Ses dimensions étaient de 430x55x37 pieds avec une capacité de chargement de 8 650 tonneaux. Les moteurs fournissaient 4 250 chevaux-vapeur pour une vitesse d'environ 13 nœuds. Un navire identique, le Krakatau, fut construit par Fijenoord et lancé le 16 mars 1912. Pour la RDM, cela signifiait qu'elle construisait à ce moment le plus grand navire construit à ce jour aux Pays-Bas. Le fait qu'Hamilton ait construit les mêmes Karimoen et Karimata, et que le Kangean ait été construit par l'entreprise Northumberland Shipbuilding à Howdon on Tyne met les choses en perspective. Quoi qu'il en soit, au niveau de la RDM elle-même, l'activité était en plein essor. En 1911, Van Ommeren a commandé le pétrolier Mijdrecht. Le 10 octobre 1912, il est mis à l'eau. Le Mijdrecht avait une longueur de 325 pieds, une largeur de 47 pieds et une cale de 24 pieds. Sa capacité de chargement était de 3 500 tonneaux, sa puissance de 1 500 chevaux-vapeur pour une vitesse de 10,5 nœuds. La construction, plus précisément le rivetage des réservoirs, a donné beaucoup de mal que RDM et la firme Ph. van Ommeren a subi des pertes importantes. Le 25 octobre 1912, RDM a mis à l'eau le premier navire néerlandais équipé d'une turbine à vapeur. Il sera livré sous le nom de SS Turbinia le 27 juillet 1915.

### Concurrent Scheepsbouw Maatschappij Nieuwe Waterweg
Le 10 juin 1914, le concurrent Scheepsbouw Maatschappij Nieuwe Waterweg a été fondé. Elle s'est inspirée du RDM et a persuadé de nombreux employés et personnalités du RDM de venir travailler pour elle.

## Première Guerre mondiale
La Première Guerre mondiale a causé des problèmes importants dans l'approvisionnement en matériaux nécessaires aux nouveaux navires. En général, elle a été très rentable pour les constructeurs navals néerlandais, surtout dans les premières années de la guerre. Quatre nouveaux navires ont été construits en 1914 et, en raison de l'extraordinaire activité du premier semestre 1913, le chiffre d'affaires global des chantiers navals pour 1914 a quand même dépassé celui de 1914. 1915 a également été une bonne année pour RDM, avec 8 navires livrés. En 1916, 6 navires ont été livrés, tandis que la branche d'accostage de la compagnie a réalisé de bons bénéfices. En 1917, les résultats de RDM ont finalement diminué. Cette année-là, seuls quatre nouveaux navires ont été livrés. En 1918, la guerre a finalement frappé la RDM, et pas un seul navire n'a utilisé les docks en août 1918. L'arrêt complet de l'importation de matières premières a fait qu'aucun navire n'a été livré en 1918. Cependant, l'année 1918 se termine toujours avec un bénéfice.

## L'entre-deux-guerres
Le 14 janvier 1925, un chantier naval a été créé en tant que filiale sur la rive nord à Schiedam et a continué à fonctionner comme un établissement séparé jusqu'en 1978.
En 1928/29, on a construit la "salle des sous-marins". Elle a été agrandie à trois reprises. Dix-sept sous-marins néerlandais et un sous-marin polonais y furent construits. Deux des sous-marins sont tombés aux mains des Allemands en mai 1940 et ont servi dans la Kriegsmarine, la marine de l'Allemagne nazie. Les Allemands ont également trouvé ici le schnorkel, une invention néerlandaise. Cet appareil permet aux sous-marins d'utiliser leurs moteurs diesel sous l'eau, ce qui augmente considérablement leur portée. Par la suite, tous les sous-marins allemands en ont été équipés. Le hall fait maintenant partie du "Campus RDM", une combinaison d'entreprises de recherche et développement et d'un collège.
En 1938, la RDM a acheté, avec Wilton-Fijenoord, toutes les actions de P. Smit Jr. Shipbuilding and Machine Factory de D.G. van Beuningen. Cette société est restée sous son propre nom pendant son existence.

## Seconde Guerre mondiale
Pendant la Seconde Guerre mondiale, la société est tombée entre les mains des Allemands, intacte et sans dégat, bien qu'elle ait été un important fournisseur d'armes de la Marine royale néerlandaise. La direction a décidé de poursuivre ses activités comme d'habitude, bien que le représentant de la reine Wilhelmina (qui avait elle-même fui au Royaume-Uni), le général Henri Winkelman, ait expressément interdit tout travail sur des projets militaires allemands. Les travaux sur les produits militaires néerlandais pouvaient être poursuivis.
Une politique secrète d'opposition clandestine et de traînement des pieds fut développée dans les premiers mois de la guerre, avec le soutien total de la direction. L'objectif principal était de protéger la main-d'œuvre contre la déportation. En 1942 cependant, quelque 250 hommes ont dû aller faire du travail forcé ("Arbeitseinsatz") en Allemagne, pour les chantiers navals Blohm und Voss à Hambourg. La production en temps de guerre n'atteignait que la moitié de celle du temps de paix. Après la guerre, aucun des réalisateurs n'a été inculpé pour collaboration.

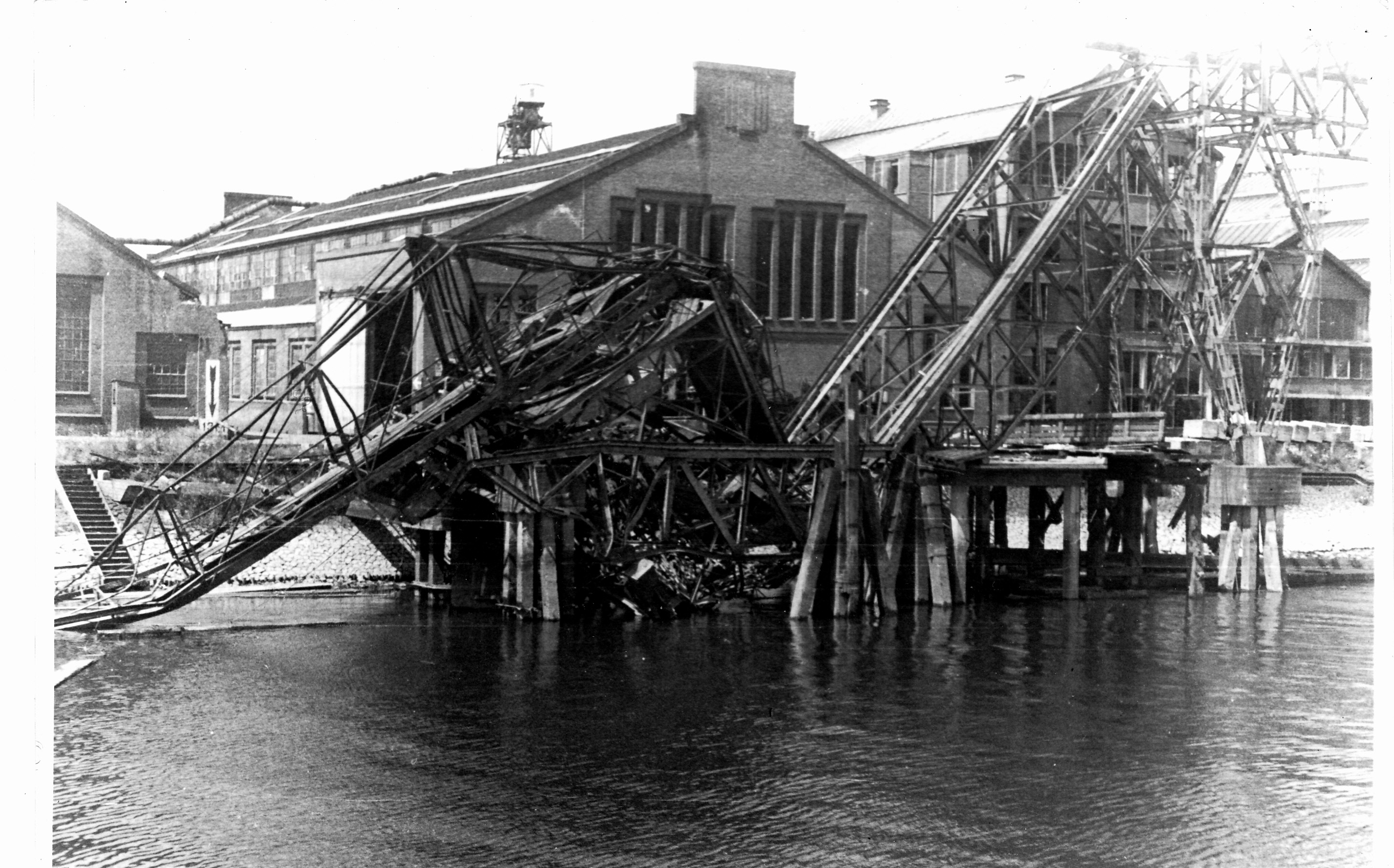
Destruction des installations portuaires en 1945

Au total, le RDM a achevé 32 navires pendant la guerre, dont 24 étaient des navires de guerre plus petits pour la Kriegsmarine. L'entreprise de construction navale est devenue une cible acceptée par la Royal Air Force, et en 1941, un navire allemand en réparation a été coulé lors d'une attaque aérienne, qui a fait deux morts. Les Alliés n'ont pas causé de dommages importants au quai pendant la guerre.
Cependant, après le début de l'opération Market Garden le 17 septembre 1944, les occupants allemands nazis aux Pays-Bas ont décidé de détruire tous les principaux ports, installations portuaires et infrastructures des Pays-Bas. En conséquence, le RDM a été presque entièrement détruit : les quais flottants ont été ravagés et coulés et toutes les principales grues ont explosé. Les Allemands ont également pillé tous les moyens de production, tels que les camions et les tours, et ont emporté les fournitures restantes. Dans les six mois qui ont suivi la fin de la guerre, quatre docks flottants ont été sauvés et réparés.

## Après la guerre

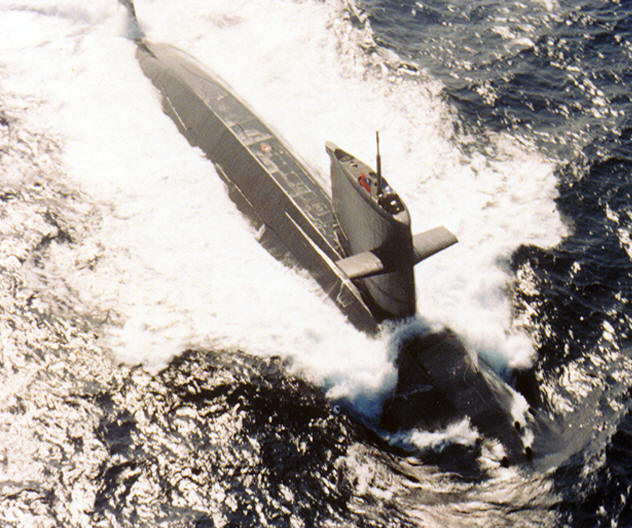
Sous-marin de la Marine de la république de Chine de Classe Hai Lung

Le 4 mars 1966, une fusion avec la Koninklijke Maatschappij De Schelde et Motorenfabriek Thomassen a donné naissance à la société Rijn-Schelde Machinefabrieken en Scheepswerven (RSMS), et une autre fusion, le 1er janvier 1971, avec Verolme Verenigde Scheepswerven (VVS) a donné naissance à la société commune Rijn-Schelde-Verolme Machinefabrieken en Scheepswerven (RSV).
Le 6 avril 1983, la faillite de RSV et de RDM a été annoncée. Le département offshore a été fermé et le département de réparation transféré à Wilton-Fijenoord, par le biais de la vente des deux plus grands docks. Sur les 3 180 employés, 1 370 personnes se retrouvèrent au chômage. Les composants encore viables, la marine et les entreprises d'outillage et de machines lourdes, ont été classés dans une nouvelle société : RDM Nederland BV, propriété du gouvernement.
La construction navale a été fortement stimulée par les commandes de sous-marins de la classe Walrus pour la Marine royale néerlandaise. Cependant, le projet de fourniture de sous-marins à Taïwan ne s'est pas concrétisé, en partie en raison d'implications politiques. Comme les commandes de construction navale ont diminué et que la société s'est davantage impliquée dans le développement de systèmes de haute technologie pour les secteurs militaire et énergétique, le nom de la société a de nouveau été changé, cette fois en 'RDM Technology. La section navale est finalement devenue Damen Schelde Naval Shipbuilding, propriété de Damen Group.
Le 20 décembre 1991, l'entreprise a été vendue par le gouvernement au Royal Begemann Group de Joep van den Nieuwenhuyzen, et rebaptisée RDM Technology Holding BV. En raison d'un manque de commandes, l'emploi a été réduit de près de 1 200 à moins de 500 lors des réorganisations de 1993 et 1994, tandis que les départements ont été divisés en RDM Technology BV et RDM Submarines BV.
En 1996, ces sociétés ont été obtenues à titre privé par van der Nieuwenhuyzen. Elles ont été utilisées pour plusieurs activités et opérations financières dans l'industrie de l'armement, mais plus en association avec les activités initiales de construction navale de la société. Le chantier naval lui-même a finalement été acquis par la ville de Rotterdam.

## Production
L'activité principale de RDM a toujours été la réparation de navires dans ses installations de cale sèche, bien qu'elle ait également construit plusieurs nouveaux navires au fil des ans. Au milieu des années 1960, la société est également devenue un concurrent sérieux dans la construction d'équipements pour le forage en mer.

## Navires construits
Les navires construits par RDM comprennent entre autres:
- Navires de guerre

| Nom                       | Lancé le  | Note                                                |
| Croiseurs                 | Croiseurs | Croiseurs                                           |
| ------------------------- | --------- | --------------------------------------------------- |
| De Zeven Provinciën       | 1950      |                                                     |
| Destroyers                |           |                                                     |
| Gerard Callenburgh        | 1939      |                                                     |
| Tjerk Hiddes              | 1939      | non terminé en raison de la Seconde Guerre mondiale |
| Holland                   | 1953      |                                                     |
| Rotterdam                 | 1956      |                                                     |
| Sous-marins               |           |                                                     |
| K XIV                     | 1931      |                                                     |
| K XV                      | 1932      |                                                     |
| K XVI                     | 1933      |                                                     |
| Sęp                       | 1938      |                                                     |
| O 23                      | 1939      |                                                     |
| O 24                      | 1940      |                                                     |
| O 26                      | 1940      |                                                     |
| O 27                      | 1941      |                                                     |
| Dolfijn                   | 1959      |                                                     |
| Zeehond                   | 1960      |                                                     |
| Tijgerhaai                | 1971      |                                                     |
| Zwaardvis                 | 1970      |                                                     |
| Walrus                    | 1985      |                                                     |
| Zeeleeuw                  | 1987      |                                                     |
| Dolfijn                   | 1990      |                                                     |
| Bruinvis                  | 1992      |                                                     |
| Navires de ravitaillement |           |                                                     |
| Poolster                  | 1963      |                                                     |
| Sloop                     |           |                                                     |
| Van Kinsbergen            | 1939      |                                                     |

- Navires à passagers
  - Nieuw Amsterdam, lancé en 1936
  - Rotterdam, lancé en 1956

- Cale sèche
  - Prins Hendrik, 1933 - renommé Scotiadock par le Halifax Shipyard en 1979 et mis à la ferraille en 1999

### Cuves de réacteurs pour centrales nucléaires
Rotterdam Drydocks a construit 22 cuves de réacteur pour des centrales nucléaires dans le monde entier. Parmi celles-ci, on compte:
- Pays-Bas:
  - Borssele (1 réacteur)
- Belgique:
  - Doel-3
  - Tihange-2
- Il existe d'autres cuves pour les réacteurs en: Argentine (1), Allemagne (2), Espagne (2), USA (10), Suède (1) et Suisse (2).

Dans les cuves des réacteurs belges, de nombreux petits défauts ont été découverts lors des inspections de maintenance de 2012, avec des conséquences inconnues pour l'avenir proche de ces deux réacteurs.

## Sources
- (nl) Histoire de RDM